# Syngnathus affinis
Syngnathus affinis es una especie de pez de la familia Syngnathidae en el orden de los Syngnathiformes.

## Reproducción
Es ovovivíparo y el macho transporta los huevos en una bolsa ventral, la cual se encuentra debajo de la cola.

## Hábitat
Es un pez de mar y de clima tropical.

## Distribución geográfica
Se encuentra en la costa  atlántico en los Estados Unidos.

## Observaciones
Podría haberse convertido en  extinto debido a la pérdida de su hábitat natural.